# Vanessa Bonacossi
Vanessa Bonacossi, née le 19 janvier 1986, est une joueuse française de volley-ball évoluant au poste de pointue.
Au cours de sa carrière, elle dispute également des compétitions de beach-volley.

## Biographie

### Carrière
Sa carrière débute lors de la saison 2005-2006 sous les couleurs du VBC Riom Auvergne. Elle dispute l'exercice suivant avec l'Entente Saint-Chamond. 
En 2008, elle rejoint le Terville Florange OC. Deux ans plus tard, elle participe à la remontée du club en Ligue A, en remportant le Championnat de Division Excellence 2011. Lors de sa dernière saison au TFOC, en 2012-2013, elle remporte le doublé championnat Élite-coupe de France amateur.
Elle dispute l'exercice 2013-2014 avec le club de Bordeaux-Mérignac et remporte le Championnat de Nationale 2.
De 2014 à 2018, elle évolue au Stella Étoile sportive Calais. Avec ce dernier, elle remporte la Coupe de France amateur en 2015.
De 2018 à 2020, elle joue pour le club d'Évreux Volley-ball.
En 2020, elle rejoint le Mo Mougins. 
En 2023, elle s'engage avec l'AS Monaco, formation évoluant en Nationale 2.

## Clubs
- VBC Riom Auvergne (2005–2006)
- Entente Saint-Chamond (2006–2007)
- Terville Florange OC (2008–2013)
- Bordeaux-Mérignac (2013–2014)
- SES Calais (2014–2018)
- Évreux Volley-ball (2018–2020)
- Mo Mougins (2020–2023)
- AS Monaco (2023–)

## Palmarès
- Championnat de France Élite (2) :
  - Vainqueur en 2011 et 2013.

- Coupe de France amateur (2) :
  - Vainqueur en 2013, 2015.

- Championnat de France de Nationale 2 (2) :
  - Vainqueur en 2014, 2024.

## Autre activité
Vanessa Bonacossi est aussi une joueuse de beach-volley, participant à des compétitions nationales et internationales. En 2012, elle finit à la 4e place du championnat de France avec Laura Longuet. En 2013, elle dispute — en duo avec Emma Larche — les Jeux méditerranéens se déroulant à Mersin en Turquie. Le binôme se classe à la 8e place du tournoi. Un an plus tard, elle prend part avec Laura Longuet aux Championnats d'Europe 2014. Lors de cette même année, elle prend la 3e place du championnat de France avec Zoé Cazalet.